# Mythozoum somaliensis
Mythozoum somaliensis är en skalbaggsart som först beskrevs av Jean François Villiers 1972.  Mythozoum somaliensis ingår i släktet Mythozoum och familjen långhorningar. Inga underarter finns listade i Catalogue of Life.